# 콘드리엘라
콘드리엘라(학명: Chondriella pusilla 콘드리엘라 푸실라[*])는 진정홍조강 돌가사리목에 속하는 해양 홍조류의 일종이다. 콘드리엘라과(Chondriellaceae)와 콘드리엘라속(Chondriella)의 유일종이다. 남아메리카의 온대 지역과 태평양 제도에서 발견된다.